# Клубничный торт

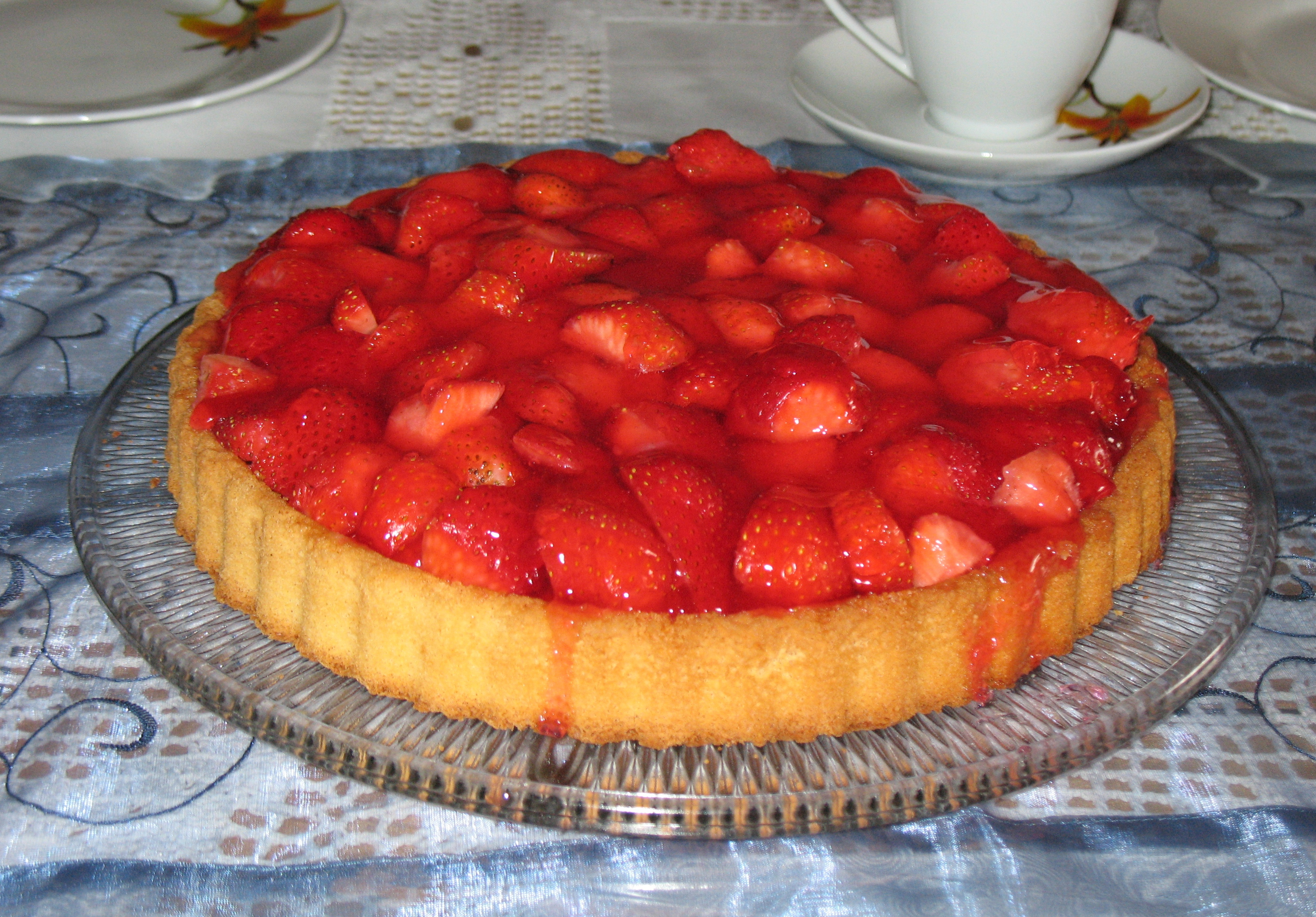
Клубничный торт с желейной заливкой

Клубничный торт (нем. Erdbeertorte, нем. Erdbeerkuchen — букв. «клубничный пирог») — классический фруктовый торт со свежей клубникой в немецкой кухне, также встречается во французской и британской кухне.
Во множестве рецептов клубничного торта можно выделить несколько основных. Клубничный торт на песочном корже промазывают конфитюром, затем выкладывают слой бисквитного печенья типа савоярди, сверху плотно выкладывают целые или порезанные пополам ягоды, которые скрепляют желейной заливкой на основе фруктового сока. В клубничном торте на бисквитном корже также используется желейная заливка, а разделительным слоем выступают взбитые сливки, масляный крем или пудинг. Такие торты обычно украшают сверху взбитыми сливками. Кремовый клубничный торт делают из двух коржей, проложенных начинкой из нарезанной клубники в сливках или креме.
В Германии клубничные торты домашнего приготовления обычно имеют круглую форму, а кондитерские готовят клубничные торты на прямоугольных противнях и сервируют также прямоугольными порциями, как клубничное пирожное. В 2009 году в Мюльхайме-на-Руре приготовили клубничный торт в форме сердца площадью в 34 м², который претендовал на включение в книгу рекордов Гиннесса.